# Cyrtandra elata
Cyrtandra elata är en tvåhjärtbladig växtart som beskrevs av Rudolf Schlechter. Cyrtandra elata ingår i släktet Cyrtandra och familjen Gesneriaceae. Inga underarter finns listade i Catalogue of Life.